# 스웨덴의 왕위 계승 순위
스웨덴의 현재 국왕은 베르나도테가의 칼 16세 구스타프이며, 왕위 계승 순위 1위는 스웨덴 왕세녀 빅토리아이다.
1980년, 유럽 최초로 헌법 개정이 이루어진 후 성별에 관계 없이 출생 순서에 따라 계승 순위가 부여되는 절대적 맏이 상속법을 따른다.

## 왕위 계승 순위
- 칼 16세 구스타프
  - (1) 스웨덴 왕세녀 빅토리아 (1977년)
    - (2) 외스테르예틀란드 여공작 에스텔 공주 (2012년)
    - (3) 스코네 공작 오스카르 왕자 (2016년)

  - (4) 베름란드 공작 칼 필립 왕자 (1979년)
    - (5) 쇠데르만란드 공작 알렉산데르 왕자 (2016년)
    - (6) 달라르나 공작 가브리엘 왕자 (2017년)
    - (7) 할란드 공작 율리안 왕자 (2021년)
    - (8) 베스테르보텐 여공작 이네스 공주 (2025년)

  - (9) 헬싱글란드와 예스트리클란드 여공작 마들렌 공주 (1982년)
    - (10) 고틀란드 여공작 레오노르 공주 (2014년)
    - (11) 옹에르만란드 공작 니콜라스 왕자 (2015년)
    - (12) 블레킹에 여공작 아드리엔 공주 (2018년)

## 같이 보기
- 스웨덴의 군주 목록